# Назарьево (усадьба)
Назарьево — усадьба, расположенная в деревне Назарьево Одинцовского района Московской области.

## История
Усадьба основана князьями Голицыными в вотчине, принадлежавшей им с 1694 года в течение 150 лет. В 1760-х годах здесь стоял деревянный господский дом с садом, в селе была деревянная церковь. Документ конца XVIII века описывает дом как двухэтажный со службами, регулярным плодовым садом с оранжереей. Рядом с усадьбой находилась полотняная фабрика.
Господский двухэтажный каменный дом, стоящий в глубине большого парка, построен в конце 1850-х годов молодой парой в лице Елизаветы Николаевны (урождённая Голицына) и ярославского помещика Владимира Сергеевича Михалкова. Княжна Голицына в 1853 году вышла замуж за Михалкова, который перебрался в Назарьево уже после смерти жены, в 1890 году. До Октябрьской революции 1917 года имением владели их потомки. Правнуком этой четы был автор слов российского гимна Сергей Михалков.
Помещики Михалковы большую часть времени проводили в столице, а летние месяцы в своём подмосковном имении, где находилась богатая коллекция живописи фламандских и голландских мастеров, семейная галерея, собрание гравюр, архивных материалов и египетских древностей, ценная библиотека, скульптуры. Огромная усадебная библиотека в 50 000 томов была подарена владельцами Петербургской академии наук в 1900-х годах. На средства В. С. Михалкова в селе Назарьево рядом с усадьбой содержалась построенная им школа-трёхлетка.
После Октябрьской революции усадьба была национализирована, картины, гравюры и скульптуры были вывезены в московские и звенигородские музеи. Сам господский дом недолго оставался пустым. В годы Гражданской войны в России здесь располагался военный госпиталь, затем приют для детей-сирот, по аналогии с усадьба Введенское и Подушкино.
В период с 1925 по 1929 год здание занимала опытная генетическая станция, а в 1932 году имение перешло в ведение Управления делами Совнаркома СССР. В годы Великой Отечественной войны в помещичьем доме размещался штаб 5-й армии под командованием генерала Леонида Александровича Говорова, курсы младших лейтенантов-политработников.
В 1960 году особняк был реконструирован для нужд дома отдыха «Назарьево». В результате реконструкции дом имения оказался включённым в новых корпусов, а парк значительно отреставрирован и благоустроен. Из построек XIX века кроме главного здания сохранился флигель.
С 1992 года дом отдыха находится в ведении Управления делами Президента Российской Федерации.

## Описание
Двухэтажный кирпичный дом был построен во второй половине 1850-х годов в оригинальных формах поздней английской готики. Асимметричная композиция здания состоит из основного по объёму и боковым крыльям квадрата, различных по габаритам и высоте боковых крыльев. Когда-то к одноэтажному флигелю примыкала нарядная крытая веранда со стрельчатыми арками, стройными колоннами, вимпергами и пинаклями.
Соединяя дом с природной средой, она служила настоящим украшением здания. Веранда не сохранилась. Также утрачены парапеты с башенками, венчавшие здание, и печные трубы. В ходе реконструкции несколько упростили внешний декор, оштукатурили фасады, полностью переделали внутреннее убранство дома.
Двухэтажный жилой флигель, стоящий вдали от дома, построен из кирпича во второй половине XIX века, покрыт штукатуркой. Прямоугольный объём второго этажа содержит две угловые застеклённые веранды. Сдержанная архитектура здания, в которой преобладают черты псевдоклассицизма, отражает трактовку главного дома со введением мотива стрельчатой арки.
Главное украшение господского дома и его флигеля — двустворчатые стрельчатые окна в сочетании с меняющимися по рисунку наличниками с готическими элементами и геральдическими эмблемами, вплетёнными в лепные цветочные композиции. Декоративное убранство дома дополнено геометрическими орнаментами с мотивом квадрифолия, тонкими профильными карнизами и добавлением изящных восьмиугольных колонн по углам здания. В усадьбу также включена Троицкая церковь 1824 года в стиле ампир (колокольня утрачена церковная ограда 1890 г., сооружённая арх. М. Р. Пиотровичем снесена), которая была возведена вместo деревянной. Её колокольня утрачена, а церковная ограда 1890 года, сооружённая архитектором М. Р. Пиотровичем, снесена. Возле церкви находятся могилы хозяев имения.
Усадьба расположена на ровном участке с уклоном к реке Вязёмка. Сохранился особняк с современной пристройкой и регулярный парк со множеством липовых аллей, переходящий в липовый лес. К парку примыкает участок обычных берёзовых насаждений. В настоящее время на этом месте находится дом отдыха.
Парк усадьбы Назарьево разнообразен по характеру древесных насаждений. Сохранились длинные еловые и липовые лучи аллей. Уютные дорожки обсажены раскидистыми каштанами и кустовыми посадками роскошных туй. Есть берёзы и клёны.
Дендрологический состав парка включает 13 интродуцентов и 15 местных видов. Из экзотов в парке хорошо развивались пихта сибирская (высота — 18 м, диаметр ствола — 50 см), лиственница сибирская (высота — 21 м, диаметр ствола — 65 см) и сосна сибирская кедровая (высота — 18 м, диаметр ствола — 54 см). Стоит также отметить наличие большого количества (более 50 экземпляров) ели голубой, ели зелёной и туи западной. Представлены ещё одни многочисленные образцы местных видов в хорошем состоянии в парке: это клён остролистный (высота — 20 м, диаметр ствола — 39 см), берёза повислая (высота — 26 м, диаметр ствола — 36 см), ель обыкновенная (высота — 24 м, диаметр ствола — 70 см), сосна обыкновенная (высота — 24 м, диаметр ствола — 64 см), дуб черешчатый (высота — 24 м, диаметр ствола — 52 см) и липа сердцевидная (высота — 26 м, диаметр ствола — 58 см). Богатое разнообразие парка и хорошее состояние растений позволяют взять под охрану весь парк.